# Perry County (Alabama)
Perry County is een county in de Amerikaanse staat Alabama.
De county heeft een landoppervlakte van 1.863 km² en telt 11.861 inwoners (volkstelling 2000). De hoofdplaats is Marion.

## Bevolkingsontwikkeling

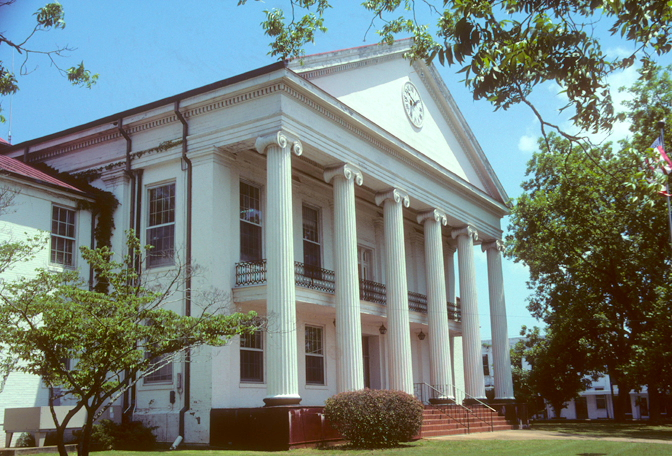
Perry County Courthouse